# Récepteur A2a de l'adénosine

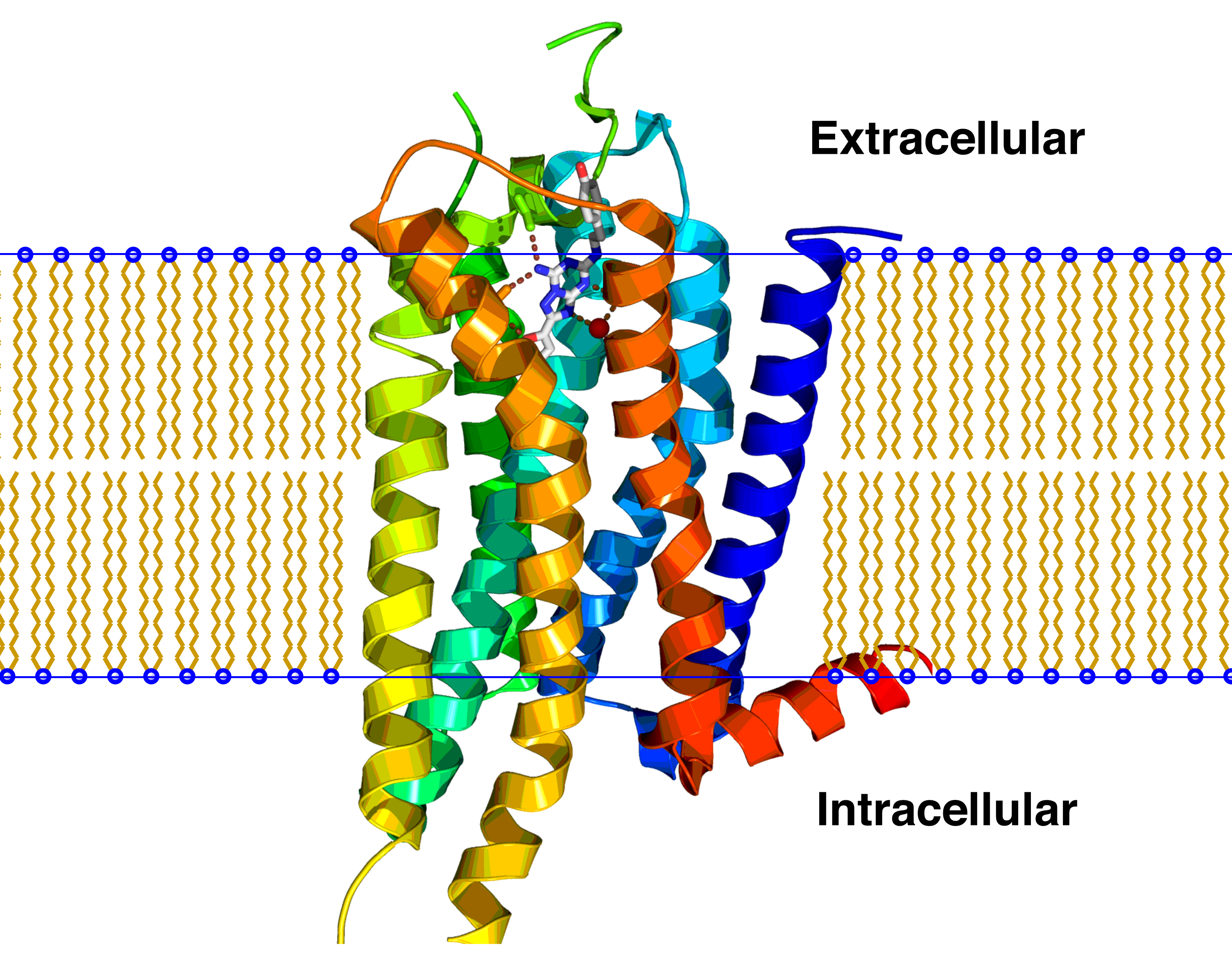
Structure du récepteur A2a de l'adénosine.

Le récepteur A2a de l'adénosine est un récepteur couplé aux protéines G (RCPG) ayant pour ligand endogène l'adénosine. Il fait partie de la famille des récepteurs à l'adénosine avec les récepteurs A1, A2b et A3.

## Structure
Le récepteur A2A, comme tout récepteur couplé aux protéines G, possède sept hélices alpha transmembranaires avec un domaine extracellulaire comprenant la partie N-terminale avec trois boucles extracellulaires et un domaine intracellulaire comprenant la partie C-terminale avec trois boucles intracellulaires.
Plusieurs études cristallographiques sur le récepteur ont été réalisées avec différents ligands et ont ainsi permis d'établir les interactions et les liaisons stabilisatrices les plus importantes. Dans les années 2000, la structure co-cristallisée du récepteur A2a avec un ligand antagoniste de haute affinité, le ZM-241385 (PDB: 4EIY), a été publiée, permettant ainsi de rendre compte davantage des liaisons possibles avec ce récepteur.

## Fonction
L'activation de ce récepteur provoque un échange entre la guanosine diphosphate (GDP) et la guanosine triphosphate (GTP). Cette dernière se lie à la sous-unité α, qui se dissocie de l'hétérodimère βγ. De par le couplage du récepteur avec la protéine Gs activatrice, l'activité de l'adénylate cyclase (AC) est stimulée, permettant la production d'adénosine monophosphate cyclique (AMPc), qui active la protéine kinase A (PKA) et produit donc une augmentation de la phosphorylation.
L'invalidation du gène codant le récepteur A2a chez les souris, les rend plus anxieuses, moins sensibles à la douleur, hypertendues.

## Rôle physiologique
Le récepteur A2a est majoritairement présent dans le système nerveux central (SNC), particulièrement au niveau du striatum. Il y joue un rôle important dans la régulation du glutamate et de la dopamine, faisant de lui une cible thérapeutique potentielle notamment pour les maladies neurodégénératives telles que la maladie d'Alzheimer, ou la maladie de Parkinson,.
Le récepteur A2a est également présent au niveau des organes périphériques tels que le cœur, les poumons ou encore la rate.

## Réferences
1. ↑  (en) Kenneth A. Jacobson et Christa E. Müller, « Medicinal chemistry of adenosine, P2Y and P2X receptors », Neuropharmacology, vol. 104,‎ mai 2016, p. 31–49 (PMID 26686393, PMCID PMC4871727, DOI 10.1016/j.neuropharm.2015.12.001, lire en ligne, consulté le 27 février 2023).
2. ↑  (en) Veli-Pekka Jaakola, Mark T. Griffith, Michael A. Hanson et Vadim Cherezov, « The 2.6 Angstrom Crystal Structure of a Human A 2A Adenosine Receptor Bound to an Antagonist », Science, vol. 322, no 5905,‎ 21 novembre 2008, p. 1211–1217 (ISSN 0036-8075 et 1095-9203, PMID 18832607, PMCID PMC2586971, DOI 10.1126/science.1164772, lire en ligne, consulté le 27 février 2023).
3. ↑  (en) Anna G Orr, Edward C Hsiao, Max M Wang et Kaitlyn Ho, « Astrocytic adenosine receptor A2A and Gs-coupled signaling regulate memory », Nature Neuroscience, vol. 18, no 3,‎ mars 2015, p. 423–434 (ISSN 1097-6256 et 1546-1726, PMID 25622143, PMCID PMC4340760, DOI 10.1038/nn.3930, lire en ligne, consulté le 27 février 2023).
4. ↑  G.W. Arendash, W. Schleif, K. Rezai-Zadeh et E.K. Jackson, « Caffeine protects Alzheimer’s mice against cognitive impairment and reduces brain β-amyloid production », Neuroscience, vol. 142, no 4,‎ novembre 2006, p. 941–952 (ISSN 0306-4522, DOI 10.1016/j.neuroscience.2006.07.021, lire en ligne, consulté le 27 février 2023).
5. ↑  Alzheimers Disease & Dementia, sPage.direcT (lire en ligne).
6. ↑  (en) D.M. Paton, « Istradefylline: adenosine A2A receptor antagonist to reduce "OFF" time in Parkinson's disease », Drugs of Today, vol. 56, no 2,‎ 2020, p. 125 (ISSN 1699-3993, DOI 10.1358/dot.2020.56.2.3098156, lire en ligne, consulté le 27 février 2023).
7. ↑  (en) Micaela Morelli, Therese Di Paolo, Jadwiga Wardas et Frederic Calon, « Role of adenosine A2A receptors in parkinsonian motor impairment and l-DOPA-induced motor complications », Progress in Neurobiology, vol. 83, no 5,‎ décembre 2007, p. 293–309 (DOI 10.1016/j.pneurobio.2007.07.001, lire en ligne, consulté le 27 février 2023).